# Torozlín
Torozlín je přírodní rezervace v katastrálním území obce Komjatice v okrese Nové Zámky v Nitranském kraji na Slovensku. Území bylo vyhlášeno v roce 1982 a jeho rozloha je 5,4 hektaru. Předmětem ochrany je vodní biotop s výskytem chráněných a vzácných druhů rostlin a živočichů.